# Piriápolis Fútbol Club
El Piriápolis Fútbol Club, es un club de fútbol uruguayo, fundado en 1924 en la ciudad de Piriápolis. Juega en la Liga de Fútbol de Zona Oeste.

## Historia[1]

### 1924-1950: fundación y primeros años
En la casa de Juan Bautista Zolezzi, el miércoles 23 de abril de 1924 nace el Club Atlético Piriápolis, primer club deportivo del balneario de Piriápolis. En sus inicios, el club contaba con diversas disciplinas deportivas (ciclismo, atletismo, básquetbol, etc) aparte de la principal, que era el fútbol. Recién en 1939 adquiere la denominación de Piriápolis Fútbol Club.
Antes de hacer su debut futbolístico, el club participa de un Campeonato Departamental de Atletismo en la ciudad San Carlos, y en representación de él participaron Julián Cedrés, Francisco y Anselmo Meirana. Este último, aparte de ser uno de los socios fundadores, fue su “alma máter” durante muchos años.

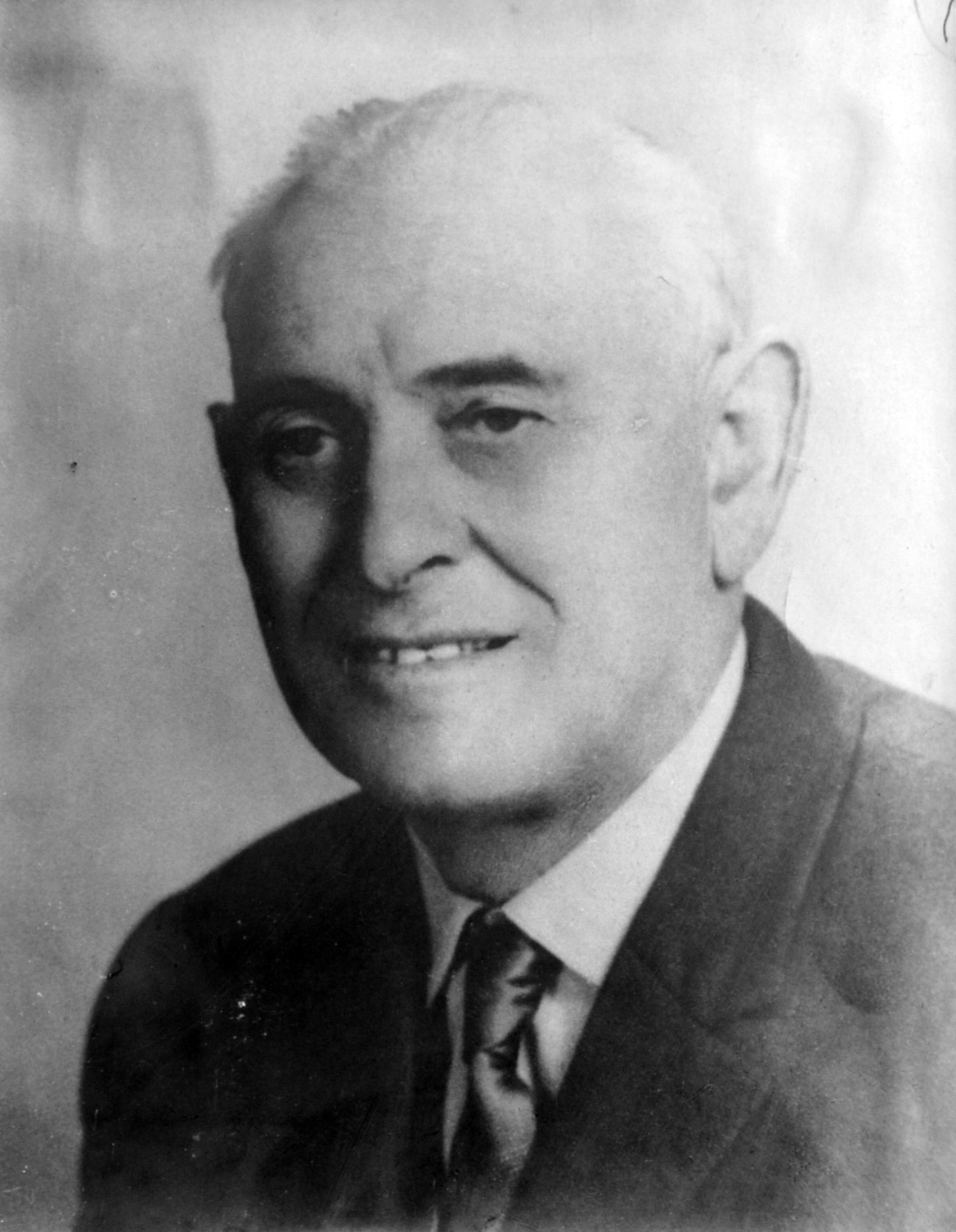
Anselmo Meirana (1896-1972), uno de los socios fundadores de la institución.

En sus primeros años, la camiseta de la institución fue a rayas horizontales rojos y blancos, en homenaje a un club de San Carlos llamado Verdún Fútbol Club, del que Anselmo Meirana había sido fundador. En un tiempo también se usó una camisa totalmente blanca, hasta que a partir de 1932-1933 se empezó a utilizar el diseño que tiene actualmente, camiseta blanca con una diagonal roja, igual a la de River Plate argentino.
El primer partido de fútbol del club se jugó en la ciudad de San Carlos, el 1° de junio de 1924, contra el Club Atlético Artigas, cayendo derrotado Piriápolis por 3 a 0. El equipo que salió a la cancha ese día fue el siguiente: Anselmo Meirana, Julián Cedrés y Eleuterio Velázquez (C), Santiago Soria, Francisco Meirana y Tomás Kell, Juan Zolezzi, Ángel Bringa, José Sosa, Benjamín Guslier y Matías Vázquez. Durante los primeros años de actividad, por no existir ligas regionales, los partidos eran de tenor amistoso, contra equipos de Pan de Azúcar, San Carlos o Maldonado. Recién en 1932 se organiza una Liga Regional y Piriápolis participó en ella. En los años posteriores, la Liga no se conformó y en el año 1938, el club se afilia a Liga Departamental de Fútbol. Ese año el club no compitió en la Liga, siguiendo con su actividad de partidos amistosos, y recién lo haría en 1939, teniendo una buena participación, definiendo el torneo con el club San Carlos.
La primera cancha del club se encontraba en las inmediaciones de la Fuente de Venus, que en aquella época era prácticamente la periferia de Piriápolis. La orientación era de este a oeste. El Cerro del Toro, y los árboles que decoraban el paseo de la Fuente de Venus, le daban una visual muy pintoresca al terreno de juego, que estaba delineado por un simple alambrado de 2 hilos, y unos arcos caseros hechos de madera. Este terreno lo cedió Lorenzo Piria, hijo de Francisco Piria, fundador del Balneario, lo que le permitió al primero, ser el primer presidente honorario de la institución.

### 1951-1968: Liga de Zona Oeste y el primer Departamental
Piriápolis, junto a otros ocho clubes fundaron en el mes de julio de 1951 la Liga de Fútbol de Zona Oeste de Maldonado. El fútbol del departamento se reorganizó por zonas (San Carlos, Maldonado, Zona Oeste y años más adelante, Aiguá, y después de cada campeonato zonal, el campeón y vicecampeón jugaban el Campeonato Departamental. Piriápolis participó por primera vez del Campeonato Departamental en el 1958, dándose la particularidad de que ese año, quedó empatado en puntos en la segunda posición con otros dos equipos, y finalmente, la Liga Maldonadense de Fútbol, decidió que ese año se jugaran con 4 equipos por Zona Oeste y Maldonado, dando un total de 10 equipos participantes. El Departamental de ese año se disputó en dos series de 5 equipos cada una, y Piriápolis integró la Serie 1 junto a Libertad de San Carlos, Rampla Juniors de Pueblo Obrero, Deportivo Maldonado y Punta del Este, los dos de Maldonado. El club se clasificó primero en su serie, en carácter de invicto, y para definir el torneo, tenía que medirse contra el ganador de la otra serie, que fue el club Atenas de San Carlos. La definición necesitó de 3 partidos. El primer partido jugado en San Carlos, Atenas venció a Piriápolis por 3 a 1. En el segundo, Piriápolis dio cuenta de Atenas por 2 a 0. El partido definitorio se jugó en cancha neutral, en el estadio Ginés Cairo Medina del club Deportivo Maldonado, y Piriápolis triunfó por 4 a 2, con goles convertidos por Ricardo Montovani en tres ocasiones y Ramón “Zambo” Martínez. En su primera participación del Campeonato Departamental, Piriápolis se coronaba campeón. La gesta estuvo a punto de repetirse en 1960, cuando en ese campeonato, esta vez jugador todos contra todos, Piriápolis igualó en la primera posición con Deportivo Maldonado y Nacional de San Carlos, teniendo que definir en un triangular final. Finalmente, una derrota con Deportivo Maldonado, le sacó las posibilidades de coronarse campeón por segunda vez.
Ángel Anagnostis, presidente de la institución entre 1958 y 1964, fue el principal impulsor para que el club dejara de alquilar locales para oficiar de sede, y construir su sede propia. Finalmente, el 12 de octubre de 1962 fue inaugurada la sede de la calle Uruguay 911. En su momento, fue una obra bastante grande para un club humilde como era Piriápolis, y durante todo el transcurso de la misma, fue dejando deudas en el club que lo llevó a crisis económica, y a la postre deportiva. Después de buenas campañas en los campeonatos zonales y departamentales de los primeros años de la década del 60, en 1963, Piriápolis sufre el primer descenso. Muchos jugadores importantes habían dejado la institución, y no se pudo reforzar el plantel. En ese año del descenso, Héctor Scarone, campeón olímpico con Uruguay en 1924, 1928, y campeón mundial en 1930, fue el director técnico de la institución.
El pasaje por la divisional de ascenso fue breve, ya que el club ascendió inmediatamente, mostrando una clara superioridad sobre el resto de los equipos. Se coronó campeón de forma invicta, y con 64 goles a favor y solo 5 en contra. En su retorno a la Primera División, con la misma base de jugadores peleó el Campeonato de Zona Oeste, perdió la posibilidad de coronarse campeón en un triangular final, ya que había quedado igualado en puntos en la primera posición con otros dos equipos.
En esos años, el club oficiaba de local en el “Parque Punta Fría”, cancha que se encontraba dentro de un círculo de eucaliptus en la pista automovilística de Piriápolis. En dicha pista, el día de su inauguración, en el mes de marzo de 1952, corrió y ganó las competencias, el piloto argentino Juan Manuel Fangio.

### 1969-1988: Complejo deportivo y primeros logros deportivos
Después del logro de la construcción de la sede social, el club empezaría a tratar de concretar otro de sus anhelos, el de tener el estadio propio. El Parque Punta Fría se le arrendaba a la Comisión Administradora de la pista, y todos los años se tenía que llegar a un acuerdo con dicha comisión para hacer uso de la misma, y muchas veces demandaba mucho dinero. El club aún seguía sintiendo los coletazos de la inversión de la sede, y en 1968, bajo la presidencia de Carlos Bonilla, se embarcaron en un proyecto aún más ambicioso: la “Ciudad Deportiva Piriápolis F.C.”. La idea de la directiva en ese momento, no era solamente que ese proyecto fuera usufructuado solamente por la institución, sino que fuera de nivel local y departamental. El proyecto no solo incluía solamente instalaciones para un campo de juego de fútbol y vestuarios, sino que abarcaba canchas para la práctica de otros deportes, como por ejemplo, básquetbol, vóleibol, bochas, gimnasio cerrado, vestuarios, pista de atletismo y piscina (ésta iba a construirse en el antiguo depósito de agua que fabricara Francisco Piria para abastecer al Argentino Hotel, que tenía una superficie de 60 metros de largo por 10 de ancho). Para el estadio de fútbol se había pensado en dotarlo con una tribuna para 10.000 espectadores y con iluminación artificial para poder disputar encuentros nocturnos, ya que eran pocos los escenarios en esos años que contaban con red lumínica, y abría la posibilidad para que la selección de Maldonado pudiera disputar algunos partidos de los Campeonatos de Selecciones en el balneario, durante el verano.
La búsqueda de un predio para el estadio propio ya había comenzado años antes, por el propio Anselmo Meirana, realizando solicitudes a la Dirección Nacional de Catastro, pero habían quedado en el olvido. Carlos Bonilla junto a Roberto Vicente, retoman las gestiones, y en diciembre de 1968, el estado les cede un predio dentro del viejo Parque Gomensoro en Piriápolis.
Las obras de la Ciudad Deportiva se iniciaron en julio de 1969. Un proyecto tan grande, necesitaba de una capacidad económica importante. El club hizo gestiones antes la intendencia de Maldonado y del Ministerio de Obras Públicas, para obtener una ayuda económica. Todo quedó en promesas, y la ayuda nunca llegó. Pese a esto, el club siguió adelante, y solamente concretó la cancha de fútbol, la cual fue inaugurada el 7 de mayo de 1972, en un partido amistoso contra el club Sudamérica de Maldonado.
El predio otorgado por el estado, quedó bastante grande para solo albergar la nueva cancha del club, y a Carlos Bonilla se le ocurrió que parte de ese predio, en un entorno arbolado, y cerca de la playa, podría usarse para hacerlo zona de campin, y así poder recaudar fondos para la institución. El campin se puso en marcha, de forma bastante precaria en la temporada del año 1972, y ayudó al club a sanear sus cuentas, y empezar a perfilarse para ser uno de los clubes más importantes de la zona.
A partir de la década del 70, empezaron a llegar los logros deportiva a nivel de la Zona Oeste, acompañando a los logros institucionales que se estaban generando. Piriápolis consigue su primer título de Zona Oeste en 1975, de forma invicta, repitiendo el título en 1976, 1977 y 1979. El campeonato del año 1979, le dio la posibilidad al club de disputar la Primera División Departamental, liga que nucleaba a los mejores equipos del departamento, suplantando a los Campeonatos Departamentales. Esta Primera Departamental funcionó entre los años 1980 y 1984. Los equipos que quedaban en las últimas colocaciones retornaban a sus ligas de origen. El pasaje de Piriápolis fue breve, ya que, en su primer año tuvo que retornar a la Liga de Zona Oeste. El club empezaba un nuevo camino hacia una crisis deportiva y económica.
La nueva crisis deportiva alcanzó su punto máximo en un nuevo descenso de categoría en el año 1981. Para 1982, se armó un plantel con gente joven y del club, que dio sus frutos ya que se logró el campeonato y el ascenso. Prácticamente ese mismo plantel, con algún retoque, consiguió el título de Zona Oeste de 1983.

### 1989-2009: Los años dorados
A partir del año 1989, el club empezaría un crecimiento deportivo muy notorio. Ese año se obtuvo el campeonato de Zona Oeste, nuevamente con un plantel juvenil y prácticamente formado en las divisiones inferiores. Se había vuelto a competir en los Campeonatos Departamentales, que no ocurría desde el año 1980, y el club quería empezar a pelear por algo más que los torneos locales. En esos primeros años se fue armando una base de equipo, que terminaría de armarse en 1994, con la llegada de Jorge “Bomba” Villar, exjugador de Peñarol, campeón de América en 1987, y de Robinson “Pico” Hernández, jugador de había pasado por Vélez, Banfield, y América de México, entre otros. En 1994, Piriápolis logra el título de Zona Oeste, y su principal objetivo, el Campeonato Federal (al dejar de participar los equipos de Maldonado, el Campeonato Departamental pasó a llamarse Federal) le fue esquivo. El club tendría la revancha al año siguiente. El equipo del año 1995, conocido como “La máquina”, se quedó con todos los torneos disputados en el departamento. En Zona Oeste obtuvo el campeonato faltando tres fechas, goleando por 4 a 0 su clásico rival del balneario. Luego del campeonato de zona, se debía jugar el Torneo Federal, y en caso de ganarlo, había que definir el título departamental, contra el campeón de la Liga Mayor de Maldonado, que ahora nucleaba a los equipos de Maldonado y los grandes de San Carlos. Piriápolis se corona campeón del Torneo Federal, goleando en las dos finales al club Pan de Azúcar por 4 a 0. Piriápolis y Atenas de San Carlos, igual que en 1958, debían dilucidar quién era el mejor equipo del departamento.
La primera final se jugó en el Estadio Anselmo Meirana el día 12 de octubre de 1995. Piriápolis cayó derrotado por 1 a 0, y perdió a su capitán y uno de sus mejores jugadores, Mario “Chino” Aguirre, a los diez minutos del primer tiempo por lesión. El panorama no era fácil, pero aún quedaba un partido. La revancha se jugó el 15 de octubre en San Carlos, a cancha llena. Las cosas para Piriápolis no pudieron empezar peor; a los 3 minutos Fabricio Méndez marcaba el primero para Atenas. Piriápolis empató enseguida, con un gol conseguido por Robinson Hernández. Se fueron al descanso 1 a 1. Al comenzar el segundo tiempo, a los 5 minutos, una pelota entreverada en el área de Atenas, termina en el segundo gol de Piriápolis. A los 21 minutos, Jorge Villar, de cabeza, marcaba el 3 a 1, y a los 15 minutos, se quedaba con diez jugadores por la expulsión de Raúl Laporta. Piriápolis aguantó el resultado, y de esta manera se consagró Campeón Departamental por segunda vez en su historia. El equipo que salió a la cancha ese día fue con: Gustavo Cáceres, Jorge Colina, Gustavo Pígola, Carlos Camacho y Richard Tiscornia, Cenén Serrón, Carlos González y Fabio García, Raúl Laporta, Robinson Hernández y Jorge Villar.
Por primera vez en su historia, Piriápolis accedía a jugar la Copa “El País” (antigua denominación de la actual Copa Nacional de Clubes), pero quedó eliminado por el club Atlántida Juniors en primera fase. Piriápolis sería la base de la selección de Ligas Federadas, que se consagraría Campeón del Interior en el año 1996.
El gran esfuerzo económico que supuso armar ese plantel, empezó a tener sus consecuencias en el club, que se encontraba en una situación delicada, lo que lo llevó a una nueva crisis que lo puso al borde del descenso en el año 2002. Los últimos logros deportivos fueron la obtención del título de Zona Oeste en 1997, y los Torneos Federales de 1996 y 1997, y la participación en la edición de la Copa “El País” del año 1998. Con la llegada de Héctor Candamil a la presidencia, el club comenzó un difícil camino para ordenar las finanzas, y definitivamente, posicionarse como el club más importante de la Zona Oeste de Maldonado. Luego de la crisis del 2002, llegaron los títulos de zona de 2003 y 2006.

### 2010- Actualidad
Actualmente, Piriápolis Fútbol Club es la institución más importante de la Zona Oeste de Maldonado, no solo por su poderío deportivo, sino también por su infraestructura. En esta última década, el club siempre se encuentra en la definición los campeonatos de Zona Oeste, y es un asiduo participante de Copa Nacional de Clubes, en la que siempre tiene decorosas participaciones. Su mejor posicionamiento en la Copa Nacional de Clubes, fueron los cuartos de final en la edición del 2013, quedando eliminado por Central de San José, que a la postre se consagraría campeón. En el año 2019, logró el ascenso a la Divisional A de la Copa Nacional de Clubes, hecho inédito para un equipo de la Liga de Fútbol de Zona Oeste, desde que el torneo consta de dos divisionales. A nivel local, se consagró campeón en el 2012, 2014, 2016, 2018, 2020 y 2021, siendo el club más laureado de la Liga.
Durante esta última década, el club ha llevado adelante importantes obras, como la construcción de un gimnasio cerrado, donde cuenta con sala de musculación y cancha de fútbol rápido, y un museo del fútbol, único a nivel del interior del país. Aparte del fútbol, dentro de sus actividades, el club cuenta con gimnasia para damas y Hockey.

## Estadio[2]

### Estadio Anselmo Meirana
Piriápolis Fútbol Club oficia de local en el Estadio Anselmo Meirana. El escenario debe su nombre a quien fuera uno de los socios fundadores y alma mater de la institución desde 1924.
Se encuentra emplazado en la zona que antiguamente se encontraba el Parque Gomensoro, y está rodeado de un entorno arbolado y con una hermosa vista al Cerro del Toro. Cuenta con un aforo de 1.500 espectadores, una tribuna principal y cabinas de transmisión. Las dimensiones de la cancha son de 100 metros de largo por 75 de ancho, siendo una de las más grandes de la Zona Oeste del departamento de Maldonado. El acceso principal al Estadio es por la calle Misiones y Niza.
Fue inaugurado el 7 de mayo de 1972, en un partido amistoso contra el club Sudamérica de Maldonado.

### Mini-Estadio Eduardo Silva Caymaris
El Mini-Estadio Eduardo Silva Caymaris es donde juegan las categorías de Baby Fútbol de la institución. Debe su nombre al hijo de Baldirio Silva (vecino de Piriápolis y activo dirigente durante muchos años), quien falleció a temprana edad.
Se encuentra emplazado en el mismo lugar que el Estadio Anselmo Meirana, en una zona con un entorno arbolado y mucha naturaleza. Cuenta con una tribuna principal, red lumínica y vestuarios, que son compartidos con el escenario de divisiones mayores. Sus dimensiones son de 60 metros de largo por 38 metros de ancho.
Se inauguró en el año 1986, cuando el club comenzó a participar en la Liga de Baby Fútbol de Zona Oeste.

## Palmarés[3]

### Torneos Departamentales
- Campeonato Departamental de Maldonado (2):  1958, 1995.
- Torneo Federal (3): 1995, 1996, 1997.

### Torneos Locales
- Liga de Zona Oeste (19):  1975, 1976, 1977, 1979, 1983, 1989, 1991, 1994, 1995, 1997, 2003, 2006, 2012, 2014, 2016, 2018, 2020, 2021, 2022
- Campeonato Apertura (8): 2008, 2009, 2011, 2014, 2016, 2018, 2020, 2022
- Campeonato Clausura (4): 2012, 2014, 2016, 2020
- Torneo Preparación (6): 1975, 1976, 1985, 1987, 2005, 2006.
- Torneo Liguilla (2): 2005, 2006.
- Ascenso de Zona Oeste (2): 1964, 1982.